# Michael Sladek

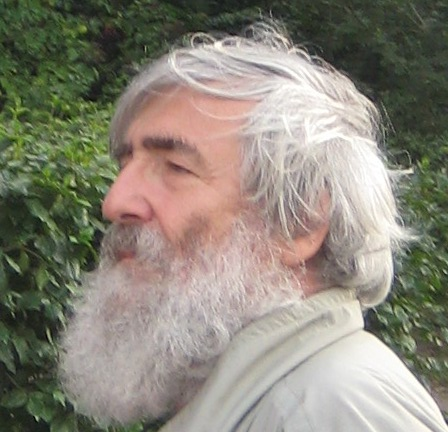
Michael Sladek (2010)

Michael Sladek (* 1. Oktober 1946 in Murrhardt; † 24. September 2024 in Schönau) war ein deutscher Arzt, Umweltaktivist und Ökostrom-Unternehmer.

## Leben
Michael Sladek war der Sohn eines Juristen und einer promovierten Philosophin. Sein Abitur machte er am Gymnasium in Backnang, wo er in der 11. Klasse seine spätere Frau Ursula kennenlernte. Er studierte von 1966 bis 1972 an der Universität Freiburg im Breisgau Medizin, heiratete 1969 in dieser Stadt, war dann bis 1973 Medizinalassistent in Schopfheim, anschließend ging er auf „Lehr- und Wanderjahre“. 1977 ließ er sich mit eigener Praxis als Allgemeinarzt in Schönau im Schwarzwald nieder, 1984 eröffnete er eine Gemeinschaftspraxis mit einem Internisten.
Nach der Nuklearkatastrophe von Tschernobyl im Jahr 1986 wurde er durch seine Idee eines von Kernkraftwerken unabhängigen Systems zur Erzeugung von elektrischem Strom durch verteilte Minikraftwerke bekannt. Durch dieses System, das eine Strategie der Effizienz mit der Stromerzeugung aus regenerativen Energiequellen und Blockheizkraftwerken verbindet, wurde es möglich, den Elektrizitätsbedarf der Stadt Schönau im Schwarzwald völlig autark zu decken. Aufgrund seiner Initiative (anfangs über eine Gruppe namens «Eltern für atomfreie Zukunft» (EfaZ)), unterstützt durch seine Frau und Freunde, entstanden schließlich die Elektrizitätswerke Schönau (EWS). So wurde die Stadt Schönau im Schwarzwald die erste Gemeinde, die völlig unabhängig von der Erzeugung von Atomstrom ist. Mittlerweile bieten die EWS „sauberen“ Strom in ganz Deutschland an.
Zwischenzeitlich fungierte Sladek als Geschäftsführer der Rheinhessen-Energie GmbH und war für die Freien Wähler Mitglied des Stadtrats in Schönau. Ab dem 6. Oktober 2009 war Michael Sladek in der von ihm mitgegründeten Bürgerinitiative Energie in Bürgerhand in führender Funktion tätig. Außerdem war er bei der BürgerEnergie Berlin, einer Genossenschaft i. G. zur geplanten Übernahme des Berliner Stromnetzes seit 2014 u. a. gemeinsam mit Lukas Beckmann aktiv. Ab 2014 war er Aufsichtsratsmitglied des Bündnisses Bürgerenergie e. V., dessen Mitgründer er bereits Jahre zuvor war.
Zum Jahresende 2014 zog er sich aus dem operativen Geschäft der EWS zurück und übergab die Geschäftsführung an seine Söhne. Mit der Gründung des CO2-Abgabe e. V. setzte er sich für die Einführung eines CO2-Preises ein.
Er starb am 24. September 2024 nach schwerer Krankheit im Alter von 77 Jahren in Schönau im Schwarzwald.

## Auszeichnungen
- 1996: Ökomanager des Jahres
- 1998: Markgräfler Gutedelpreis
- 1999: Nuclear-Free Future Award, gemeinsam mit seiner Frau
- 2003: Sonderpreis des Europäischen Solarpreises, gemeinsam mit seiner Frau[7]
- 2004: Bundesverdienstkreuz am Bande, gemeinsam mit seiner Frau
- 2007: Deutscher Gründerpreis, gemeinsam mit seiner Frau, für die gelungene Verknüpfung von ökonomischem Erfolg mit ökologischer sowie sozialer Verantwortung
- 2012: Verdienstorden des Landes Baden-Württemberg, gemeinsam mit seiner Frau
- 2017: Bürgermedaille der Stadt Schönau im Schwarzwald